# Panamerikanische Spiele 2019/Leichtathletik – Stabhochsprung der Frauen

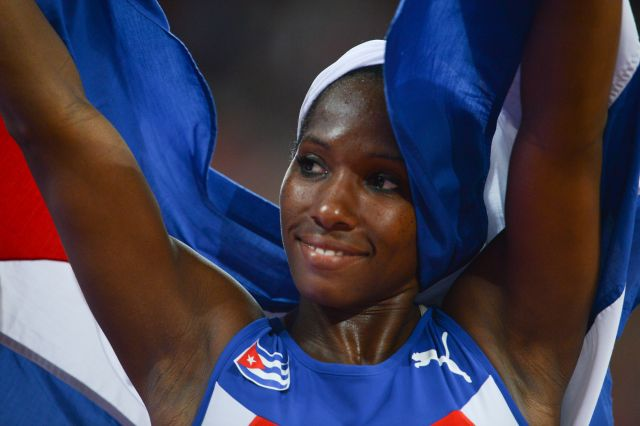
Die Siegerin Yarisley Silva (2015)

Der Stabhochsprung der Frauen bei den Panamerikanischen Spielen 2019 fand am 8. August in der Sportlerunterkunft Villa Deportiva Nacional in der peruanischen Hauptstadt Lima statt.
11 Stabhochspringerinnen aus acht Ländern nahmen an dem Wettbewerb teil. Die Goldmedaille gewann Yarisley Silva mit 4,75 m, Silber ging an Katie Nageotte mit 4,70 m und die Bronzemedaille gewann Alysha Newman mit 4,55 m.

## Rekorde
Vor dem Wettbewerb galten folgende Rekorde:
| Weltrekord        | Jelena Issinbajewa | 5,06 m | Weltklasse Zürich (IAAF Diamond League), Schweiz | 28. August 2009 |
| Rekord der Spiele | Yarisley Silva     | 4,85 m | Panamerikanische Spiele in Toronto, Kanada       | 23. Juli 2015   |

## Ergebnis
8. August 2019, 15:25 Uhr
| Platz | Athletin         | Land               | 3,95 | 4,10 | 4,25 | 4,35 | 4,45 | 4,55 | 4,65 | 4,70 | 4,75 | 4,80 | Höhe (m) |
| ----- | ---------------- | ------------------ | ---- | ---- | ---- | ---- | ---- | ---- | ---- | ---- | ---- | ---- | -------- |
|       | Yarisley Silva   | Kuba               | –    | –    | o    | xxo  | o    | o    | o    | xx–  | o    | –    | 4,75 SB  |
|       | Katie Nageotte   | Vereinigte Staaten | –    | –    | –    | –    | o    | o    | xo   | xo   | xx–  | x    | 4,70     |
|       | Alysha Newman    | Kanada             | –    | –    | –    | o    | o    | o    | xxx  |      |      |      | 4,55     |
| 4     | Olivia Gruver    | Vereinigte Staaten | –    | –    | o    | o    | xo   | xo   | xxx  |      |      |      | 4,55     |
| 5     | Robeilys Peinado | Venezuela          | –    | –    | –    | xo   | xo   | xo   | xxx  |      |      |      | 4,55     |
| 6     | Kelsie Ahbe      | Kanada             | –    | –    | xxo  | o    | xxx  |      |      |      |      |      | 4,35     |
| 7     | Stefany Castillo | Venezuela          | –    | o    | o    | xxx  |      |      |      |      |      |      | 4,25 NR  |
| 8     | Juliana Campos   | Brasilien          | –    | o    | xxx  |      |      |      |      |      |      |      | 4,10     |
| 9     | Nicole Hein      | Peru               | o    | xxx  |      |      |      |      |      |      |      |      | 3,95     |
| 9     | Diamara Planell  | Puerto Rico        | o    | xxx  |      |      |      |      |      |      |      |      | 3,95     |
|       | Rosaidi Robles   | Kuba               | xxx  |      |      |      |      |      |      |      |      |      | NM       |

Zeichenerklärung: – = Höhe ausgelassen, x = Fehlversuch, o = Höhe übersprungen